# 林紀東
林紀東（1915年1月25日—1990年6月26日），福建福州人，中華民國憲法學者，曾任第2屆中華民國司法院大法官 （1958年－1967年）。

## 生平
畢業於北平（今北京市）朝陽大學，日本明治大學研究。先後曾任政治大學、中央大學、台灣大學、暨南大學、東吳大學、輔仁大學等校教授，因執教甚早，門生頗多。其專長為公法學，有多部憲法、行政法類著作。
1958年，獲總統提名，監察院同意，就任中華民國第二屆司法院大法官；其後分別於1967年、1976年二度連任大法官，是繼胡伯岳之後第二位擔任三屆中華民國大法官者，而林紀東任期長達27年，於其在1985年卸任之時亦僅次於胡伯岳。於1990年逝世。
林紀東著有《中華民國憲法逐條釋義》、《行政法》、《憲法論叢》。